# Ron Roenicke
Ronald Jon Roenicke (né le 19 août 1956 à Covina, Californie, États-Unis) est un ancien joueur de la Ligue majeure de baseball qui évolue à la position de voltigeur pour 6 clubs de 1981 à 1988.
Il a été manager des Brewers de Milwaukee de 2011 à 2015, menant l'équipe en 2011 à son premier titre de division en 29 ans et sa meilleure performance en 42 saisons. De 2000 à 2010, Ron Roenicke fut instructeur au troisième but, puis instructeur adjoint sur le banc avec les Angels d'Anaheim.
Le 17 août 2015, il est engagé comme instructeur au troisième but des Dodgers de Los Angeles, le club avec lequel il avait fait ses premières armes comme instructeur en 1992 et 1993.

## Carrière de joueur

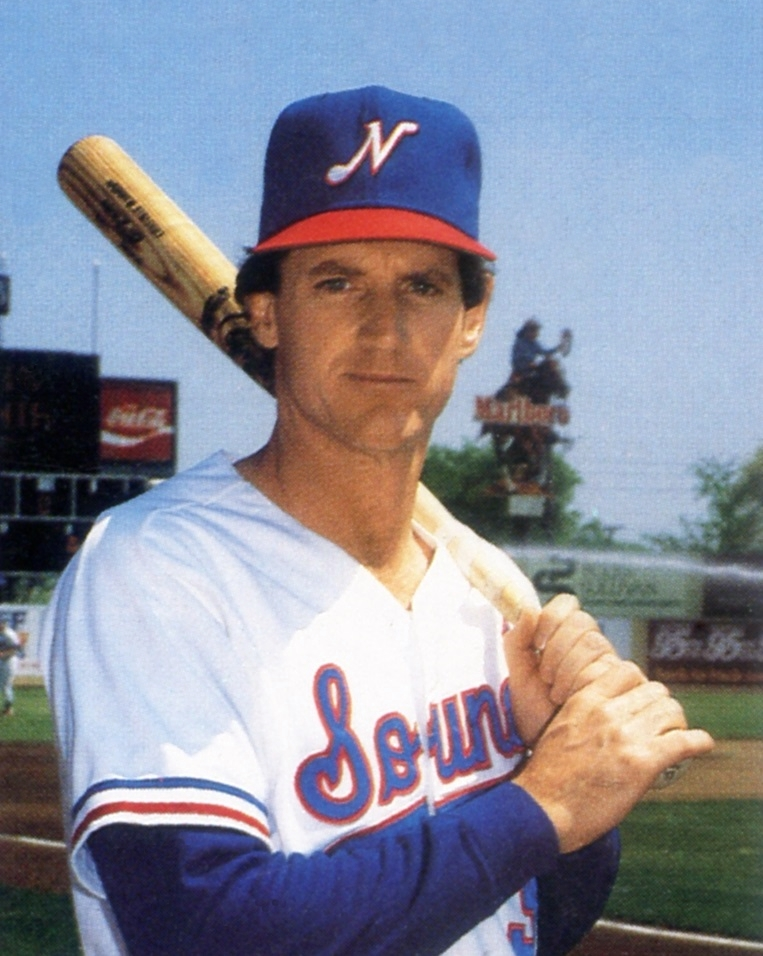
Ron Roenicke en 1988.

Après avoir été drafté à quatre reprises sans jamais signer de contrat avec les équipes l'ayant sélectionné (les Athletics d'Oakland en 1974, les Giants de San Francisco en 1975, les Tigers de Detroit puis les Braves d'Atlanta en 1976), Ron Roenicke devient le choix de première ronde des Dodgers de Los Angeles en juin 1977. Il est le 17e joueur sélectionné au total lors de cette séance du repêchage amateur.
Il fait ses débuts dans les majeures avec les Dodgers le 2 septembre 1981. Il dispute 22 parties en fin de saison régulière avec Los Angeles mais est laissé de côté durant les séries éliminatoires qui voient les Dodgers remporter la Série mondiale. Roenicke joue sa saison recrue en 1982.
Libéré en cours de saison 1983, il se joint brièvement aux Mariners de Seattle, complétant l'année avec des sommets personnels en carrière de 82 coups sûrs et six coups de circuit.
En 1984, Roenicke s'aligne avec les Padres de San Diego. Il ne joue que 12 parties de saison régulière avec le club mais apparaît dans deux parties de la Série mondiale 1984, que les Padres perdent face aux Tigers de Detroit.
Après une saison (1985) chez les Giants de San Francisco, il s'aligne pour deux années avec les Phillies de Philadelphie. En 1986, il présente son plus haut total de points produits en carrière (42). Il complète sa carrière par quelques parties jouées pour les Reds de Cincinnati en 1988.
Ron Roenicke a joué 527 matchs en carrière dans les majeures, présentant une moyenne au bâton de ,238 avec 256 coups sûrs, 17 coups de circuit, 113 points produits et 141 points marqués.

## Carrière d'entraîneur

### Dodgers de Los Angeles
Ron Roenicke occupe des fonctions d'instructeur et de manager à partir de 1992.
Il fait d'abord partie du personnel d'instructeurs des Dodgers de Los Angeles en 1992 et 1993.

### Ligues mineures
En 1994, il dirige pour la première fois une équipe de baseball alors qu'il est en poste comme manager des Dodgers de Great Falls, club des ligues mineures affilié à la franchise de Los Angeles. Comme manager du Spirit de San Bernardino en 1995, il mène l'équipe au championnat et est élu manager de l'année dans la Ligue de Californie. En 1997, il est élu meilleur manager de la Ligue du Texas pour ses succès avec l'équipe championne du circuit, les Missions de San Antonio. Il dirige cette même équipe au début de la saison suivante, mais quitte pour prendre un poste vacant de manager avec les Dukes d'Albuquerque, club-école AAA des Dodgers.
Il quitte l'organisation des Dodgers de Los Angeles pour aller diriger en 1999 les destinées des Grizzlies de Fresno, le club-école de niveau Triple-A des Giants de San Francisco.

### Angels d'Anaheim
En 2000, Roenicke revient dans les majeures comme instructeur au troisième but des Angels d'Anaheim. Il occupe ces fonctions durant six ans avant de devenir instructeur sur le banc (bench coach) des Angels. En août 2006, Roenicke et l'instructeur des lanceurs Bud Black dirigent les Angels durant trois parties, remplaçant Mike Scioscia, qui doit purger une suspension imposée par la ligue après une bagarre générale sur le terrain ayant impliqué les Angels et les Rangers du Texas. Les Angels gagnent les trois matchs disputés sans Scioscia.

### Brewers de Milwaukee
À l'automne 2010, Ron Roenicke est pressenti pour devenir le nouveau manager des Brewers de Milwaukee et devient officiellement le 18e gérant de l'histoire de la franchise le 4 novembre, succédant à Ken Macha. Roenicke mène les Brewers à leur premier titre de division en 29 ans, l'équipe terminant en première place de la division Centrale de la Ligue nationale en 2011 avec 96 victoires et 66 défaites, ce qui est aussi la meilleure performance de la franchise en 42 saisons à Milwaukee. Après avoir remporté sur Arizona une première série éliminatoire depuis 1982, Roenicke mène les Brewers jusqu'à la Série de championnat, où leur parcours prend fin contre Saint-Louis. Roenicke termine deuxième au vote désignant le manager de l'année 2011 dans la Ligue nationale, derrière le lauréat Kirk Gibson des Diamondbacks.
Les Brewers amorcent la saison 2015 avec 13 défaites à leur 15 premiers matchs et, après 25 parties, leur fiche de 7 gains et 18 revers est la pire du baseball majeur. Milwaukee a besoin de 25 matchs pour aligner deux succès d'affilée, plus que l'ancien record de médiocrité de la franchise (18 matchs avant deux gains de suite en 1972) et le début de saison le plus difficile depuis 1997 pour un club de la Ligue nationale. Roenicke, qui était sous contrat jusqu'en 2016, est congédié par les Brewers le 3 mai 2015 et remplacé le lendemain par Craig Counsell.
En 4 saisons et des poussières à la barre du club, Roenicke a mené les Brewers à 342 victoires contre 331 en 673 matchs, pour un pourcentage de succès de ,508. En éliminatoires, le club a gagné 5 matchs sur 11 sous ses ordres.

### Retour chez les Dodgers
Le 17 août 2015, Roenicke est engagé par l'équipe avec laquelle il avait fait ses premières armes en tant qu'instructeur, les Dodgers de Los Angeles. Il est nommé instructeur de troisième but à la place de Lorenzo Bundy, ce dernier étant assigné à de nouvelles fonctions. Cette embauche à six semaines et 44 matchs de la fin de la saison régulière alimentent les spéculations à l'effet que Roenicke pourrait remplacer Don Mattingly comme gérant des Dodgers,,.